# Шихов, Константин Николаевич
Константи́н Никола́евич Ши́хов (род. 7 августа 1984 года в Можге, УАССР, РСФСР, СССР) — российский следж-хоккеист. Нападающий сборной России по следж-хоккею. Серебряный призёр Паралимпийских игр 2014. Бронзовый призёр чемпионата мира по следж-хоккею 2013 года. Чемпион России 2013. Заслуженный мастер спорта России. Выступает за ханты-мансийский клуб «Югра» с 2011 года. .

## Биография
Стал ампутантом в результате сильного обморожения, перенёс операцию по ампутации ноги в феврале 2011 года в Ханты-Мансийске. В ходе реабилитации занялся следж-хоккеем через несколько месяцев после операции, начал выступать за клуб «Югра» и стал его капитаном.

## Награды
- Медаль ордена «За заслуги перед Отечеством» I степени (17 марта 2014 года) — за большой вклад в развитие физической культуры и спорта, высокие спортивные достижения на XI Паралимпийских зимних играх 2014 года в городе Сочи.[4]